# ベアー・マクレアリー
ベアー・マクレアリー（Bear McCreary、1979年2月17日 - ）は、アメリカ合衆国の作曲家。
フロリダ州フォートローダーデール出身。南カリフォルニア大学傘下の音楽学校に学ぶ。主に映画、テレビドラマ、ビデオゲームの音楽を手がけている。

## 主なディスコグラフィー

### 映画
- レストストップ デッドアヘッド Rest Stop (2006) ビデオ映画
- クライモリ デッド・エンド Wrong Turn 2: Dead End (2007) ビデオ映画
- レストストップ2 ドント・ルック・バック Rest Stop: Don't Look Back (2008) ビデオ映画
- ステップ・アップ3 Step Up 3D (2010)
- チレラマ CHILLERAMA Chillerama (2011)
- エウロパ Europa Report (2013)
- ジョン・ディーの魔導書 -エバーモアの戦い- Knights of Badassdom (2013)
- エヴァリー Everly (2014)
- JUKAI -樹海- The Forest (2016)
- ザ・ボーイ -人形少年の館- The Boy (2016)[1]
- 10 クローバーフィールド・レーン 10 Cloverfield Lane (2016)
- シンクロナイズドモンスター Colossal (2016)
- リヴォルト Revolt (2017)
- ライ麦畑の反逆児 ひとりぼっちのサリンジャー Rebel in the Rye (2017)
- アニマルクラッカー 〜まほうのサーカス〜 Animal Crackers (2017)
- ハッピー・デス・デイ Happy Death Day (2017)
- クローバーフィールド・パラドックス The Cloverfield Paradox (2018)
- TAU/タウ Tau (2018)
- ヘル・フェスト Hell Fest (2018)[2]
- ザ・メッセージ I Still See You (2018)[3]
- インモラル・ルーム Welcome Home (2018)
- ハッピー・デス・デイ 2U Happy Death Day 2U (2019)
- 博士と狂人 The Professor and the Madman (2019)
- リム・オブ・ザ・ワールド Rim of the World (2019)
- ゴジラ キング・オブ・モンスターズ Godzilla: King of the Monsters (2019)[4]
- チャイルド・プレイ Child's Play (2019)
- ELI/イーライ Eli (2019)[5]
- ハンディキャップ・キャンプ: 障がい者運動の夜明け Crip Camp (2020)
- ファンタジー・アイランド Fantasy Island (2020)[6]
- AVA/エヴァ Ava (2020)
- ザ・ベビーシッター キラークイーン The Babysitter: Killer Queen (2020)
- ザ・スイッチ Freaky (2020)[7]
- ハンクの肉球大決戦 Paws of Fury: The Legend of Hank (2022)
- 屋根裏のアーネスト We Have a Ghost (2023)
- ドラキュラ/デメテル号最期の航海 The Last Voyage of the Demeter (2023)
- イマジナリー Imaginary (2024)
- DROP/ドロップ Drop (2025)

### テレビドラマ
- GALACTICA/ギャラクティカ Battlestar Galactica (2004-2009)
- ユーリカ 〜事件です!カーター保安官〜 Eureka (2007-2012)
- ターミネーター:サラ・コナー クロニクルズ Terminator: The Sarah Connor Chronicles (2008-2009)
- カプリカ Caprica (2009-2010)
- ヒューマン・ターゲット Human Target (2010)
- ウォーキング・デッド The Walking Dead (2010-2022)
- ザ・ケープ 漆黒のヒーロー The Cape (2011)
- GALACTICA: BLOOD&CHROME/最高機密指令 Battlestar Galactica: Blood & Chrome (2012)
- DEFIANCE/ディファイアンス Defiance (2013-2015)
- ダ・ヴィンチと禁断の謎 Da Vinci's Demons (2013-2015)
- エージェント・オブ・シールド Agents of S.H.I.E.L.D. (2013-2020)[8]
- イントルーダーズ Intruders (2014)
- コンスタンティン Constantine (2014)
- Black Sails/ブラック・セイルズ Black Sails (2014-2017)
- アウトランダー Outlander (2014- )
- ブラック・ミラー Black Mirror (2016)
- エレクトリック・ドリームズ Electric Dreams (2017-2018)
- See 〜暗闇の世界〜 See (2019-2022)
- スノーピアサー Snowpiercer (2020-2022)
- マスターズ・オブ・ユニバース: 黙示録 Masters of the Universe: Revelation (2021)
- ファウンデーション Foundation (2021- )
- ロード・オブ・ザ・リング:力の指輪 The Lord of the Rings: The Rings of Power (2022- )
- ウィッチャー 血の起源 The Witcher: Blood Origin (2022)
- パーシー・ジャクソンとオリンポスの神々 Percy Jackson and the Olympians (2023) テーマ音楽担当

### ビデオゲーム
- SOCOM 4 U.S. Navy SEALs SOCOM 4 U.S. Navy SEALs (2011)
- アサシン クリード シンジケート Assassin's Creed Syndicate (2015) 「切り裂きジャック」（Jack the Ripper）
- ゴッド・オブ・ウォー God of War (2018)
- リーグ・オブ・レジェンド League of Legends (2018)
- コール オブ デューティ ヴァンガード Call of Duty: Vanguard (2021)
- ゴッド・オブ・ウォー ラグナロク God of War Ragnarök (2022)
- FORSPOKEN Forspoken (2023)[9]

## 出演
- すばらしき映画音楽たち Score: A Film Music Documentary (2016) ドキュメンタリー映画、インタビュイーとして